# Toni Edelmann

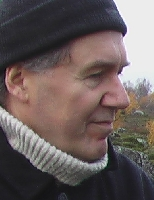
Toni Edelmann, 2003

Toni Edelmann (* 25. Oktober 1945 in Hamina; † 20. Oktober 2017 in Lohja oder Fiskars (Raseborg)) war ein finnischer Musiker und Komponist. Er studierte an der Sibelius-Akademie in Helsinki und an der Akademie der Künste in Berlin.
In Finnland, und unter anderem auch in Deutschland, komponierte er Musik zu zahlreichen Filmen und Bühnenwerken. Im Berliner Ensemble war er als Komponist tätig und arbeitete dort besonders mit Manfred Karge zusammen. Als Komponist war er auch am Wiener Burgtheater und am Landestheater Tübingen tätig.
Sein Sohn ist der finnische Schauspieler und Sänger Samuli Edelmann.